# Dugdale Glacier
Dugdale Glacier är en glaciär i Antarktis. Den ligger i Östantarktis. Nya Zeeland gör anspråk på området. Dugdale Glacier ligger 176 meter över havet.
Terrängen runt Dugdale Glacier är varierad. Trakten är obefolkad. Det finns inga samhällen i närheten. 